# Freden i København
Freden i København eller Københavnsfreden er den fredsaftale, der blev indgået mellem Sverige og Danmark 27. maj 1660. 
Efter freden i Roskilde 26. februar 1658 blev Danmark-Norge tvunget til at afstå landsdelene Skåne, Blekinge (herunder Bornholm) og Trondhjems len. Efter en kort stilstand var krigen igen brudt ud i juni 1658, og denne gang ville den svenske kong Karl 10. Gustav erobre hele Danmark-Norge. København blev ganske hurtigt omringet af den svenske hær, men da svenskerne begyndte et angreb på den danske hovedstad, svarede kong Frederik 3. og Københavns befolkning godt igen. Karl Gustav tabte under angrebet store dele af sin hær. Således vendte nu Karl Gustav hjem til Sverige for at prøve at samle en ny hær. Men meget pludseligt, den 13. februar 1660, døde den svenske konge under et besøg i Gøteborg. Det medførte at, forhandlingerne om fred kunne indledes.
Ved Københavnsfreden bekræftedes fredsaftalen fra 1658, dog med to væsentlige undtagelser. Sverige afstod Trondhjems len, mens det af bornholmerne befriede Bornholm tilbagekøbtes af Danmark mod overdragelse af 18 godser i Skåne, det såkaldte bornholmske vederlagsgods, til den svenske krone. Sverige blev desuden tvunget til at acceptere, at fremmede flådefartøjer fik adgang til Østersøen. 
Efter Københavnsfreden har Danmark og Norges grænser til Sverige ligget fast (med undtagelse af mindre grænsereguleringer i det nordlige Skandinavien). Danmark-Norge generobrede dog dele af Skåne og Bohuslen adskillige gange i krigstid, men de dansk-norske generobringsforsøg blev aldrig til permanente territoriale gevinster i form af tilbageførelse af landområder til tvillingeriget. 

## Eksterne kilder og henvisninger
- Traktattekst mm. Arkiveret 30. december 2015 hos  Wayback Machine på danmarkshistorien.dk Arkiveret 13. februar 2010 hos  Wayback Machine